# I sans point accent aigu
À ne pas confondre avec Í.
Í (minuscule : ı́), appelé I sans point accent aigu, est une lettre latine utilisée dans l’écriture du chipewyan et de l’esclave.
Il s’agit de la lettre I sans point diacritée d’un accent aigu. Elle n’est pas à confondre avec le I accent aigu ‹ Í, í › qui a généralement une forme identique.

## Représentations informatiques
Le I sans point accent aigu peut être représenté avec les caractères Unicode suivants  (latin de base, latin étendu – A, diacritiques) :
| formes    | représentations | chaînes de caractères | points de code | descriptions                                      |
| --------- | --------------- | --------------------- | -------------- | ------------------------------------------------- |
| capitale  | Í               | I◌́                    | U+0049 U+0301  | lettre majuscule latine i diacritique accent aigu |
| minuscule | ı́               | ı◌́                    | U+0131 U+0301  | lettre minuscule latine i diacritique accent aigu |